# 흑석로 (서울)
흑석로(黑石路)는 서울특별시 동작구 상도동에서 흑석동까지 이르는 서울특별시의 도로로, 총 연장은 1.368 km에 이른다. 또한 도로명에 대한 유래는 행정구역명인 흑석동을 활용하여 명명되었다.

## 통과하는 지자체
- 동작구
  - 상도1동 - 흑석동

## 접촉하는 도로
- 양녕로
- 강남초등길
- 서달로
- 현충로

## 주변에 있는 시설
- 이화사랑피부과
- 가야 상도본점
- 기꾸참치
- 위드커피
- 봉구스밥버거 중앙대후문점
- 정재빌딩
- 커피나무 상도점
- 한스헤어
- 미니스톱 중앙대후문점
- 빅컵
- 재영빌라
- 대덕빌딩
- 대동빌딩
- GS25 중대후문점
- 우리도한번잘구워보세 중앙대후문점
- 중앙빌라
- 대학로빌딩
- 부어치킨 상도동점
- CU 중대후문점
- 매머드익스프레스 중앙대후문점
- 희망맨션
- 중앙대학교 서울캠퍼스
- 고구동산
- 중앙대학교 사범대학 부속유치원
- 중앙대학교 서울캠퍼스 학생회관
- 스타벅스 중앙대점
- 써브웨이 중앙대점
- 올리브영 중앙대점
- 본도시락 중앙대점
- 공차 중앙대점
- 배스킨라빈스 중앙대점
- GS25 중대학사점
- 더벤티 중앙대점
- 육쌈냉면 중앙대점
- 등촌샤브샤브칼국수 중앙대점
- 맘스터치 중앙대점
- 중앙대학교병원
- GS25 중대점
- 컴포즈커피 중앙대점
- 롯데리아 중앙대점
- CU 흑석로점
- 중앙타워빌
- 온더데스크 스터디카페 중앙대점
- 홍루이젠 흑석중앙대점
- 지코바 흑석점
- 제이케이렌트카
- 차블리와인편집샵
- 아크로리버하임아파트
- 흑석역

## 철도 연계역
- 서울 지하철 9호선 : 흑석역